# 고가 다카히로
고가 다카히로(일본어: 古賀 貴大, 1999년 3월 11일~)는 일본의 축구 선수이다.

## 구단 경력
그는 2019년 J2리그의 V-파렌 나가사키에 입단했고, 2년동안 팀에서 뛰었다. 2021년 알비렉스 니가타 싱가포르로 이적했다. 2022년까지 55경기에 출전. 2023년 J3리그의 SC 사가미하라로 이적했다. 2025년 FC 오사카로 이적했다.